# Igmánd–Kisbéri-medence
Az Igmánd–Kisbéri-medence a Pannonhalmi-dombság és a Cuhai-Bakony-ér völgye között fekszik. A nyugati része Győr-Moson-Sopron, a keleti oldala Komárom-Esztergom vármegyéhez tartozik. Az Igmánd–Kisbéri-medence nyugat–keleti irányban hosszabban elhúzódó erózió-deráziós  völgyekkel feldarabolt medence. A medence legszélesebb része esik a megyére. Ennek a résznek a felszíne nagyon változatos. A Pannonhalmi-dombság (másik nevén: Sokorói-dombság) letarolt pliocén homokjából és felső-pannonhalmi agyagjából felépült dombok tagolják (Péri-hegy). Az alacsony dombokat és a közöttük húzódó völgyeket homokos-agyagos-löszös üledék borítja. A medencét Mezőörs környékén a Cuhai-Bakony-ér öntései borítják. A medence déli pereme már nem tartozik Győr-Moson-Sopron vármegyéhez.
A Kisalföld Komárom-Esztergomi-síkság középtájának kistájai közül az alábbiak vannak Komárom-Esztergom vármegyében: Almás-Táti-Duna-völgy teljes területe, Győr-tatai-teraszvidék és az Igmánd–Kisbéri-medence jelentős része.

## Külső hivatkozások
- Pannonhalmi Kistérségi portál